# Love Me like You Do
«Love Me like You Do» —en español: «Ámame como tú lo haces»— es una canción de la cantante inglesa Ellie Goulding para la banda sonora de la película erótica Fifty Shades of Grey (2015). Savan Kotecha, Ilya Salmanzadeh, Tove Lo, Max Martin y Ali Payami la escribieron, y estos dos últimos también la produjeron. Goulding aportó su voz al tema, que salió el 7 de enero de 2015 como el segundo sencillo de la banda sonora y se incluyó en su tercer álbum de estudio, Delirium (2015). La canción, una balada de electropop de tempo medio, combina potentes sintetizadores y percusiones intensas. La letra aborda la sensación incontrolable de enamorarse y dejarse seducir por alguien cuyo contacto genera un deseo constante, incluso cuando duele. 
La crítica musical elogió las vocales suaves de Goulding, calificando el tema como sensual y pegadizo. Samantha Grossman, de Time, describió la canción como «seductora» y una «adición sólida a la banda sonora de Cincuenta sombras». Glenn Gamboa, de Newsday, la definió como «dulce, pegadiza y casi perfecta para una comedia romántica». En contraste, Jason Lipshutz, de Billboard, le otorgó dos estrellas y media de cinco. Aunque resaltó la voz de la cantante como «una de las más distintivas del pop» y valoró el «coro colosal» de la melodía, criticó sus «letras previsibles». Este tema marcó la primera nominación al Grammy de Goulding en la categoría «Mejor interpretación pop solista». Los compositores también recibieron nominaciones al Grammy por «Mejor canción escrita para un medio visual», al Globo de Oro como «Mejor canción original» y al Premio de la Asociación de Críticos de Cine como «Mejor canción». 
«Love Me like You Do» lideró la lista de sencillos del Reino Unido durante cuatro semanas y estableció el récord de la canción más reproducida en una semana en ese país en su momento. Fuera del Reino Unido, se convirtió en el sencillo más exitoso de la artista y alcanzó el número uno en más de treinta listas oficiales, incluyendo las de Australia, Austria, Bulgaria, la República Checa, Dinamarca, Finlandia, Alemania, Grecia, Hungría, Italia, Luxemburgo, Nueva Zelanda, Noruega, Polonia, Portugal, Irlanda, Eslovaquia, Eslovenia, España, Suecia y Suiza. También logró entrar en el top diez de varios países como Bélgica, Colombia y Estados Unidos. 
El video musical, con escenas de la película y de Goulding bailando con su pareja en un salón de baile, recibió una nominación en los MTV Video Music Awards de 2015 como «Mejor video femenino». En 2016, se convirtió en el vigésimo primer video en superar los mil millones de vistas en YouTube.

## Antecedentes y composición

### Historia
Para la banda sonora de Fifty Shades of Grey, Republic Records contactó a artistas, representantes y editoriales musicales para crear una compilación que reflejara el tono de la película. La pieza surgió cuando Tom Mackay, ejecutivo de Republic, se comunicó con el representante de Max Martin para escribir un tema para el filme. Ilya desarrolló el estribillo, seguido por Ali Payami y Martin, quien ajustó la canción mientras Savan Kotecha y Tove Lo aportaron letras. Según Kotecha, el tema ya estaba en desarrollo por él y Martin antes de la película, y había considerado ofrecerlo a Demi Lovato. Sin embargo, después de ver una escena del filme en una reunión sobre la banda sonora, Martin decidió adaptar el sencillo para incluirlo. Luego, la directora Sam Taylor-Johnson invitó a Ellie Goulding a interpretarlo. Aunque Goulding había contribuido previamente a bandas sonoras como The Twilight Saga: Breaking Dawn – Part 2, The Hunger Games: Catching Fire y Divergent, pensó en rechazar la propuesta para concentrarse en su tercer álbum de estudio. Sin embargo, tras conocer al equipo de la película y escuchar la balada, aceptó la invitación. Goulding comentó:

«No iba a participar en esa banda sonora porque ya había hecho muchas y pensamos que quizás era demasiado. Decidimos relajarnos y concentrarnos en el tercer álbum, que era mi prioridad. Luego conocí a la directora [Sam Taylor-Johnson] y al equipo, y pensé: "Esto es algo genial para involucrarse". Después escuché el tema y pensé: "Vaya, esta canción es impresionante". No tenía idea de que sería tan grande, sinceramente. Pensé que tal vez tendría éxito».
Ellie Goulding

Una versión ligeramente modificada de la pista se incluyó en la banda sonora de Cincuenta sombras liberadas (2018), la última entrega de la serie.

### Composición y letra
«Love Me like You Do» fue escrita por Max Martin, Savan Kotecha, Ilya Salmanzadeh, Ali Payami y Tove Lo, con producción de Martin y Payami, responsables también de la programación, batería, percusión, teclados y bajo. Mattias Bylund realizó los arreglos de cuerdas, con Mattias Johansson en el violín y David Bukovinsky en el violonchelo. Peter Carlsson se ocupó de la edición vocal y los coros junto a Martin, Payami, Ilya, Kotecha, Oscar Holter, Robin Fredriksson, Mattias Larsson, Oscar Görres y Ludvig Söderberg. La grabación tuvo lugar en Los Ángeles y Estocolmo. Según la partitura publicada en MusicNotes.com por Kobalt Music Group, la canción está escrita en la tonalidad de La bemol mayor, con un tempo moderado de 95 pulsaciones por minuto. El rango vocal de Goulding abarca desde la nota baja de La bemol mayor hasta la nota alta de Mi bemol 5.
La canción es una balada electropop, con una producción «llena de sintetizadores y un sonido de los años 1980». Su instrumentación incorpora sintetizadores masivos y baterías intensas, mientras que Goulding ofrece una interpretación vocal suave y sutil. En los primeros segundos, canta: «Eres la cura / eres el dolor / eres lo único que quiero tocar / Nunca supe que eso / podría significar tanto / Eres el miedo / no me importa / porque nunca estuve tan alto». Líricamente, la pista contrasta el «anhelo romántico inocente» y la «sensualidad oscura, adictiva y dolorosa», lo que, según Adam R. Holz, de Plugged In, «refleja la trama de Anastasia Steele y Christian Grey» tanto en el libro como en la película. Holz explicó que la letra narra la historia de una mujer cautivada y seducida por alguien cuyo toque la deja con deseo de más, incluso cuando—o quizás especialmente cuando—duele.

## Recepción

### Crítica
«Love Me like You Do» fue aclamada por los críticos de música. Samantha Grossman, de Time, calificó la canción como «seductora» y la consideró una «adición sólida a la banda sonora de Cincuenta sombras». Christina Garibaldi, de MTV News, también la describió como «seductora» y «suave». Además, señaló que «podemos imaginarla perfectamente durante cualquier escena apasionada». Ryan Reed, de Rolling Stone, opinó que sus «resultados son grandiosos, pues encajan con el tema sensual de la película». Jim Farber, del New York Daily News, elogió su «voz de niña perdida» y afirmó que «Goulding suena dulce incluso cuando coquetea con el peligro. La música, de igual manera, adopta un enfoque pulido del romance y recuerda los ritmos resonantes y los densos sintetizadores de una balada de Phil Collins de los años 1980». Robbie Daw, de Idolator, describió la pista como «una balada épica de poder en la que Goulding entrega una voz suave y contenida sobre la creciente capa de sintetizadores del productor Max Martin». Lucas Villa, de AXS, elogió a la artista por su habilidad para equilibrar la delicadeza y la fuerza en su interpretación, y definió la canción como «íntimamente magnífica». Glenn Gamboa, de Newsday, la llamó «dulce, pegadiza, casi perfecta para una comedia romántica».
Carolyn Menyes, de Music Times, elogió la canción por ser «dulce y soñadora, como la mayoría de la discografía de Ellie». También señaló que «el ritmo lento funciona bien mientras la cantante recorre la melodía, con un tono encantador y amoroso. Sus vocales, como siempre, completan la sensibilidad atmosférica de la pista». Al reseñar la banda sonora de Fifty Shades of Grey, Dave Holmes escribió para Esquire que la canción era «lo más cercano a un sencillo que hemos escuchado hasta ahora». Además, destacó su «toque de anhelo, un poco de ritmo» y afirmó que «la voz de la artista es el sonido del roce apasionado». Mikael Wood, en Los Angeles Times, señaló que «transmite una sensualidad tierna [...] incluso cuando el superproductor Max Martin eleva el ritmo de rave de estadio». Stephen Thomas Erlewine, de AllMusic, analizó la banda sonora y comentó que «se mueve hacia el área de la música romántica de fondo, una vibra que a veces se interrumpe por esos viejos éxitos tan familiares que seguramente tienen un papel más grande en la pantalla que en el álbum». En una reseña menos favorable, Jason Lipshutz, de Billboard, le dio a la canción dos estrellas y media de cinco. Elogió la voz de Goulding como «una de las voces más distintivas del pop» y el «coro colosal» de la melodía, pero criticó sus «letras previsibles».

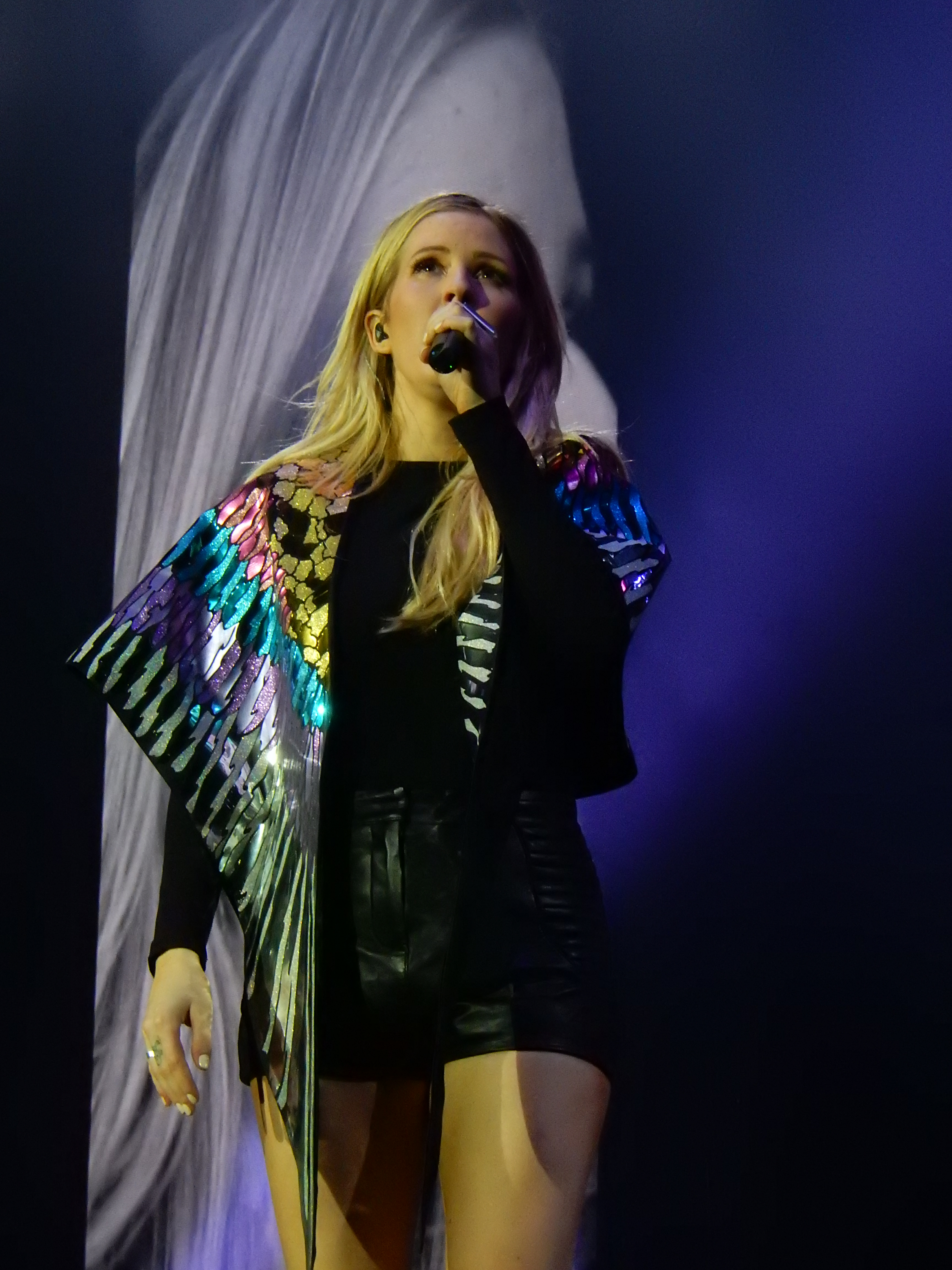
Goulding interpretando «Love Me like You Do» en el O2 Arena de Londres.

### Comercial
La pieza debutó en el primer puesto de la UK Singles Chart con ventas de 172 368 unidades en su primera semana, lo que la convirtió en el segundo número uno de la intérprete en esa lista después de «Burn» (2013). En su segunda semana, el sencillo mantuvo la primera posición con ventas de 118 225 copias y 2.25 millones de reproducciones, seguido por una tercera semana con 118 000 copias adicionales. Durante esta tercera semana, la canción rompió el récord de reproducciones en el Reino Unido al alcanzar 2.58 millones en siete días, lo que superó la marca de «Uptown Funk» de Mark Ronson. En ese mismo periodo, acumuló casi 15.5 millones de reproducciones a nivel global. En total, lideró la lista británica durante cuatro semanas y se convirtió en su sencillo más exitoso en términos de permanencia en el primer puesto.
En Europa, la canción encabezó las listas en Austria, Bulgaria, República Checa, Dinamarca, Finlandia, Alemania, Grecia, Hungría, Irlanda, Italia, Luxemburgo, Noruega, Polonia, Portugal, Eslovaquia, Eslovenia, España, Suecia y Suiza. En Francia, alcanzó el quinto lugar, su mayor éxito en ese país y su segundo top 10 en la French Singles Chart. En los Países Bajos, fue su primer tema en solitario en llegar al top 10 y obtuvo la segunda posición en el Dutch Top 40.
En Estados Unidos, la pieza debutó en el puesto 45 del Billboard Hot 100 en la semana del 24 de enero de 2015, con ventas iniciales de 79 000 copias. Subió al puesto 36 en su segunda semana y al 20 en la tercera. El 14 de febrero de 2015, alcanzó el puesto 14 y, una semana después, ingresó al top 10 en el noveno lugar, lo que representó la segunda entrada de la artista en esta categoría. En la séptima semana, el tema llegó al tercer puesto del Billboard Hot 100, su mejor posición desde «Lights» en julio de 2012. En la lista Pop Songs, obtuvo su segundo número uno, mientras que en la Adult Top 40 fue el primero en liderar. En Canadá, la canción debutó en el puesto 38 del Canadian Hot 100 y más tarde alcanzó la tercera posición.
En Australasia, la pista debutó en el octavo lugar del Australian Singles Chart y en el tercero del New Zealand Singles Chart. En su cuarta semana, llegó al primer puesto en ambas listas y se convirtió en el primer número uno de la artista en estos países.

## Video musical, interpretaciones e premios

### Videoclip
El videoclip de «Love Me like You Do», dirigido por Georgia Hudson, se estrenó el 22 de enero de 2015. Muestra a la cantante y a su compañero en pantalla, Charlie Harding, bailando un vals en una mansión e incluye escenas de Fifty Shades of Grey. Sobre el baile en el video, la intérprete comentó: «¡Aparezco en el video! ¡Soy yo! ¡Estoy bailando! [...] Me he fascinado con el baile de salón, así que pedí: "¿Puedo hacer algo de baile en él?". Me dejaron hacerlo. Hay un chico en el video, Charlie, y tiene momentos realmente sensuales en una casa preciosa. Creo que es uno de mis videos favoritos». El video fue nominado a «Mejor video femenino» en los MTV Video Music Awards de 2015. En febrero de 2016, alcanzó los mil millones de reproducciones en YouTube, convirtiéndose en la vigésimo primera canción en lograr este hito.

### Interpretaciones en directo y versiones

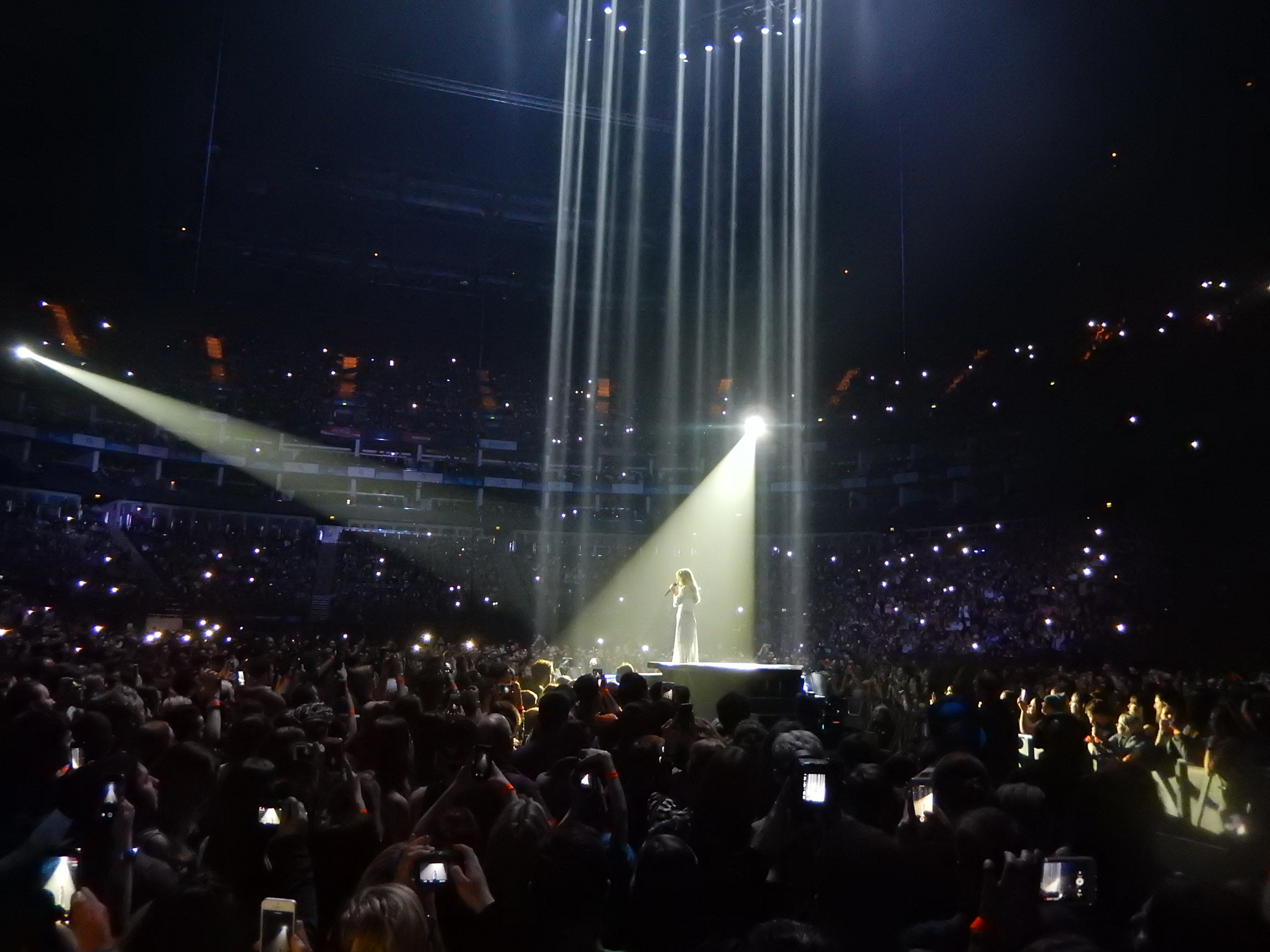
Goulding interpretando un remix que combina «Love Me like You Do» con «Burn».

La cantante interpretó «Love Me like You Do» en marzo de 2015 durante el lanzamiento de una aplicación de Nike. El 17 de octubre de 2015, Taylor Swift la sorprendió al invitarla a su gira The 1989 World Tour para un dueto. El 25 de octubre de 2015, presentó la canción en los MTV Europe Music Awards, donde Billboard describió su actuación como «sexy» y «directa». El 7 de noviembre, la artista la cantó en los NRJ Music Awards. Ese mismo mes, participó en el evento American Express Unstaged, dirigido por Scarlett Johansson. El 20 de noviembre, incluyó el tema en su presentación en Idol Sweden.
El 24 de noviembre de 2015, interpretó la canción junto a James Corden en The Late Late Show with James Corden, adaptándola a géneros como rock, hip hop, country, rave, reggae, folk y góspel. El 6 de diciembre, actuó en el Jingle Bell Ball de Capital FM. El 8 de diciembre, presentó el tema en el desfile de Victoria's Secret Fashion Show. El 10 de diciembre, ofreció una versión junto a la BBC Concert Orchestra en los BBC Music Awards. El 18 de abril de 2020, interpretó una versión acústica del tema durante el evento One World: Together at Home. En marzo de 2015, Circa Waves presentó una versión rockera en el Live Lounge de BBC Radio 1. Ese mismo mes, James Arthur versionó el tema para MTV. En mayo de 2015, Ella Henderson interpretó una versión acústica en Spin 1038 Live Room. En septiembre, Rhodes adaptó la canción en el Live Lounge de BBC Radio 1.

### Premios y nominaciones
«Love Me like You Do» fue nominada por primera vez a un Teen Choice Award en 2015 en la categoría de «Canción de una película o serie de televisión», pero perdió ante «See You Again» de Furious 7, interpretada por Wiz Khalifa y Charlie Puth. También recibió una nominación a «Mejor canción» en los MTV Europe Music Awards de 2015, pero Taylor Swift ganó con «Bad Blood». En los BBC Music Awards de 2015, competía por el galardón de «Canción del año», que obtuvo Hozier con «Take Me to Church». No obstante, ganó el premio a «Mejor canción internacional» en los Premios 40 Principales 2015.
La pista también fue nominada como «Canción favorita del año» en los People's Choice Awards número 42, pero Justin Bieber ganó con «What Do You Mean?». En la 57.ª edición de los Premios Grammy, recibió dos nominaciones: «Mejor interpretación pop solista», que perdió ante «Thinking Out Loud» de Ed Sheeran, y «Mejor canción escrita para un medio visual», que ganó «Glory» de Selma, interpretada por Common y John Legend. Esta fue la primera nominación de la intérprete en los Grammy. Finalmente, la canción fue nominada al Globo de Oro en la 73.ª edición en la categoría de «Mejor canción original», pero el premio fue para «Writing's on the Wall» de Spectre, interpretada por Sam Smith.

## Posicionamiento en listas
| Listas (2015)                             | Mejor posición |
| ----------------------------------------- | -------------- |
| Australia (ARIA)                          | 1              |
| Austria (Ö3 Austria Top 40)               | 1              |
| Bélgica (Flandes) (Ultratop 50)           | 2              |
| Bélgica (Valonia) (Ultratop 50)           | 3              |
| Brasil (Brasil Hot 100 Airplay)           | 26             |
| Bulgaria (BAMP)                           | 1              |
| Canadá (Canadian Hot 100)                 | 3              |
| Canadá (Canada AC)                        | 4              |
| Canadá (CHR/Top 40)                       | 1              |
| Canadá (Hot AC)                           | 1              |
| Colombia (National-Report Top Anglo)      | 5              |
| CEI (Tophit)                              | 1              |
| República Checa (Rádio Top 100)           | 1              |
| República Checa (Singles Digitál Top 100) | 1              |
| Dinamarca (Tracklisten)                   | 1              |
| Euro Digital Song Sales                   | 1              |
| Finlandia (OFC)                           | 1              |
| Francia (SNEP)                            | 5              |
| Alemania (Offizielle Deutsche Charts)     | 1              |
| Grecia Digital Songs (Billboard)          | 1              |
| Hungría (Rádiós Top 40)                   | 16             |
| Hungría (Single Top 40)                   | 1              |
| Islandia (RÚV)                            | 7              |
| Irlanda (IRMA)                            | 1              |
| Israel (Media Forest)                     | 1              |
| Italia (FIMI)                             | 1              |
| Japón (Japan Hot 100)                     | 36             |
| Luxemburgo (Billboard)                    | 1              |
| México (Billboard Ingles Airplay)         | 1              |
| México Anglo (Monitor Latino)             | 3              |
| Países Bajos (Dutch Top 40)               | 2              |
| Países Bajos (Mega Single Top 100)        | 2              |
| Nueva Zelanda (Recorded Music NZ)         | 1              |
| Noruega (VG-lista)                        | 1              |
| Polonia (Polish Airplay Top 100)          | 1              |
| Portugal Digital Song Sales (Billboard)   | 1              |
| Rumania (Romania Radio Airplay)           | 1              |
| Rusia (Tophit)                            | 2              |
| Escocia (Scottish Singles Sales Chart)    | 1              |
| Eslovaquia (Rádio Top 100)                | 1              |
| Eslovaquia (Singles Digitál Top 100)      | 1              |
| Eslovenia (SloTop50)                      | 1              |
| Corea del Sur International Chart (Gaon)  | 12             |
| España (Top 100 Canciones)                | 1              |
| Suecia (Sverigetopplistan)                | 1              |
| Suiza (Schweizer Hitparade)               | 1              |
| Ucrania (Tophit)                          | 8              |
| Reino Unido (Official Charts Company)     | 1              |
| Estados Unidos (Billboard Hot 100)        | 3              |
| Estados Unidos (Adult Contemporary)       | 4              |
| Estados Unidos (Adult Top 40)             | 1              |
| Estados Unidos (Hot Dance Club Songs)     | 30             |
| Estados Unidos (Dance/Mix Show Airplay)   | 1              |
| Estados Unidos (Mainstream Top 40)        | 1              |
| Estados Unidos (Rhythmic)                 | 27             |

| Listas (2015)                                     | Posición |
| ------------------------------------------------- | -------- |
| Australia (ARIA)                                  | 7        |
| Austria (Ö3 Austria Top 40)                       | 7        |
| Bélgica (Ultratop 50 Flanders)                    | 13       |
| Bélgica (Ultratop 50 Wallonia)                    | 7        |
| Brasil (Crowley)                                  | 30       |
| Canadá (Canadian Hot 100)                         | 13       |
| Rusia (TopHit)                                    | 18       |
| Dinamarca (Tracklisten)                           | 3        |
| Francia (SNEP)                                    | 9        |
| Alemania (Official German Charts)                 | 4        |
| Hungría (Rádiós Top 40)                           | 58       |
| Hungría (Single Top 40)                           | 2        |
| Irlanda (IRMA)                                    | 6        |
| Israel (Media Forest)                             | 2        |
| Italia (FIMI)                                     | 10       |
| Países Bajos (Dutch Top 40)                       | 18       |
| Países Bajos (Single Top 100)                     | 16       |
| Nueva Zelanda (Recorded Music NZ)                 | 12       |
| Polonia (ZPAV)                                    | 17       |
| Rusia (TopHit)                                    | 26       |
| Eslovenia (SloTop50)                              | 1        |
| España (PROMUSICAE)                               | 7        |
| Suecia (Sverigetopplistan)                        | 2        |
| Suiza (Schweizer Hitparade)                       | 8        |
| Ucrania (TopHit)                                  | 11       |
| Reino Unido Singles (OCC)                         | 4        |
| Estados Unidos Billboard Hot 100                  | 13       |
| Estados Unidos Adult Contemporary (Billboard)     | 7        |
| Estados Unidos Adult Top 40 (Billboard)           | 10       |
| Estados Unidos Dance/Mix Show Airplay (Billboard) | 6        |
| Estados Unidos Mainstream Top 40 (Billboard)      | 8        |

## Certificaciones
| País           | Organismo certificador | Certificación | Ventas certificadas | Ref.    |
| -------------- | ---------------------- | ------------- | ------------------- | ------- |
| Australia      | ARIA                   | 9× Platino    | 630 000             | [ 162 ] |
| Austria        | IFPI Austria           | Platino       | 30 000              | [ 163 ] |
| Bélgica        | BEA                    | 2× Platino    | 60 000              | [ 164 ] |
| Brasil         | Pro-Música Brasil      | 9× Diamante   | 2 250 000           | [ 165 ] |
| Canadá         | Music Canada           | 7× Platino    | 560 000             | [ 166 ] |
| Dinamarca      | IFPI Dinamarca         | 4× Platino    | 360 000             | [ 167 ] |
| Francia        | SNEP                   | Oro           | 75 000              | [ 168 ] |
| Alemania       | BVMI                   | Diamante      | 1 000               | [ 169 ] |
| Italia         | FIMI                   | 5× Platino    | 250 000             | [ 170 ] |
| México         | AMPROFON               | Platino       | 60 000              | [ 171 ] |
| Países Bajos   | NVPI                   | 5× Platino    | 150 000             | [ 172 ] |
| Nueva Zelanda  | RMNZ                   | 2× Platino    | 30 000              | [ 173 ] |
| Noruega        | IFPI Noruega           | 6× Platino    | 240 000             | [ 174 ] |
| Polonia        | ZPAV                   | 2× Diamante   | 500 000             | [ 175 ] |
| Corea del Sur  | Gaon                   | —             | 353 200             | [ 176 ] |
| España         | PROMUSICAE             | 2× Platino    | 80 000              | [ 177 ] |
| Suecia         | GLF                    | 9× Platino    | 360 000             | [ 178 ] |
| Suiza          | IFPI Suiza             | Platino       | 30 000              | [ 179 ] |
| Reino Unido    | BPI                    | 4× Platino    | 2 400 000           | [ 180 ] |
| Estados Unidos | RIAA                   | 8× Platino    | 8 000               | [ 181 ] |